# Pattinaggio di velocità ai IV Giochi olimpici giovanili invernali
Le gare di pattinaggio di velocità dei IV Giochi olimpici giovanili invernali si sono svolte all'Ovale di Gangneung, in Corea del Sud, dal 22 al 26 gennaio 2024.

## Podi

### Ragazzi
| Evento     | Oro            | Tempo          | Argento         | Tempo       | Bronzo         | Tempo          |
| 500 m      | Finn Sonnekalb | 36"61          | Miika Klevstuen | 36"79       | Shin Seon-ung  | 37"13          |
| 1500 m     | Finn Sonnekalb | 1'50"53        | Pan Baoshuo     | 1'52"84     | Sota Kubo      | 1'53"16        |
| Mass start | Finn Sonnekalb | Finn Sonnekalb | Pan Baoshuo     | Pan Baoshuo | Eirik Andersen | Eirik Andersen |

### Ragazze
| Evento     | Oro           | Tempo         | Argento          | Tempo            | Bronzo         | Tempo     |
| 500 m      | Angel Daleman | 39"28         | Jung Hui-dan     | 39"64            | Waka Sasabuchi | 39"65     |
| 1500 m     | Angel Daleman | 2'02"90       | Liu Yunqi        | 2'03"29          | Hanna Mazur    | 2'05"13   |
| Mass start | Angel Daleman | Angel Daleman | Jasmijn Veenhuis | Jasmijn Veenhuis | Liu Yunqi      | Liu Yunqi |

### Misti
| Evento               | Oro                        | Tempo   | Argento                             | Tempo   | Bronzo                               | Tempo   |
| Gara a squadre miste | Cina Liu Yunqi Pan Baoshuo | 3'11"74 | Corea del Sud Lim Lee-won Heo Se-ok | 3'11"78 | Paesi Bassi Angel Daleman Sem Spruit | 3'12"10 |